# Lane Cove
Lane Cove est une banlieue de la Basse-Côte-Nord de Sydney, dans l'État de Nouvelle-Galles du Sud, en Australie.
Lane Cove est situé à neuf kilomètres au nord-ouest du quartier central des affaires de Sydney et est le centre administratif de la zone de gouvernement local du Lane Cove Council. Lane Cove West et Lane Cove North sont des banlieues distinctes.
Lane Cove occupe une péninsule du côté nord de Port Jackson (port de Sydney), à l'embouchure de la rivière Lane Cove. Le centre administratif et commercial régional de Chatswood est situé à trois kilomètres et le parc Macquarie à quatre kilomètres.

## Histoire
Il existe un certain nombre de possibilités sur l'origine du nom « Lane Cove ». La première utilisation écrite du nom a été faite par le lieutenant William Bradley après qu'il venait de naviguer le long de la rivière en 1788. Certains ont soutenu qu'il portait le nom du lieutenant Michael Lane, un cartographe respecté, qui avait déjà travaillé avec le capitaine Cook. D'autres disent que c'était en l'honneur de John Lane, qui était le fils du maire de Londres à l'époque ainsi qu'un bon ami du premier gouverneur, Arthur Phillip. Dans tous les cas, le nom est resté et, dans les années 1800, il était utilisé pour désigner toutes les terres au nord de la rivière.

### Culture autochtone
Avant l'arrivée de la First Fleet, la zone dans laquelle est située Lane Cove était habitée par le groupe Cam-mer-ray-gal de la tribu autochtone Ku-ring-gai. Le groupe, qui habitait la rive nord de Port Jackson, était l'un des plus importants de la région de Sydney.

## Démographie
Selon le recensement de 2016, la banlieue de Lane Cove comptait une population de 10 817 personnes.

## Résidents notables
Écrivains

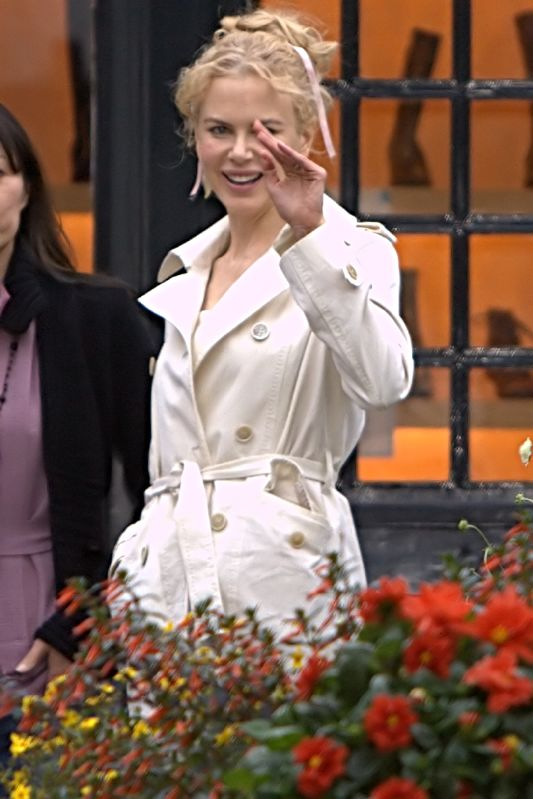
Nicole Kidman a grandi à Longueville.

- Christopher Brennan, poète qui a embarqué à Riverview[2]
- L'autobiographie de Robert Dessaix, A Mother's Disgrace, contient un mémoire de son enfance à Lane Cove dans les années 1950.
- Robert Hughes, critique d'art. Son mémoire, Things I Don't Know, parle de sa scolarité secondaire en tant que pensionnaire au St Ignatius 'College, à Riverview.

Artistes
- Lloyd Rees, artiste paysagiste
- Brett Whiteley, artiste et deux fois lauréat du prix Archibald

Politiciens
- Barnaby Joyce, ancien Vice-Premier Ministre d'Australie

Sportifs
- Brett Lee, joueur de cricket australien et star de Bollywood. A vécu à Lane Cove[3] qu'il a quitté en 2013[4]
- Sam Newman, joueur de football australien et présentateur de télévision

Animateurs
- Natarsha Belling, journaliste
- Smoky Dawson, acteur, chanteur, star de la télévision, du cinéma et de la radio[5]
- Michael Hutchence, chanteur d'INXS (1960-1997)
- Nicole Kidman, actrice[6]

## Dans la culture populaire
En 2009, le centre commercial de Longueville Road a été utilisé pour le tournage de Underbelly: The Golden Mile représentant Darlinghurst Road, Kings Cross.